# Gedeon Barcza
Gedeon Barcza [ˈɡɛdɛon ˈbɒrʦɒ] (* 21. August 1911 in Kisújszállás; † 27. Februar 1986 in Budapest) war ein ungarischer Schach-Großmeister.

## Leben

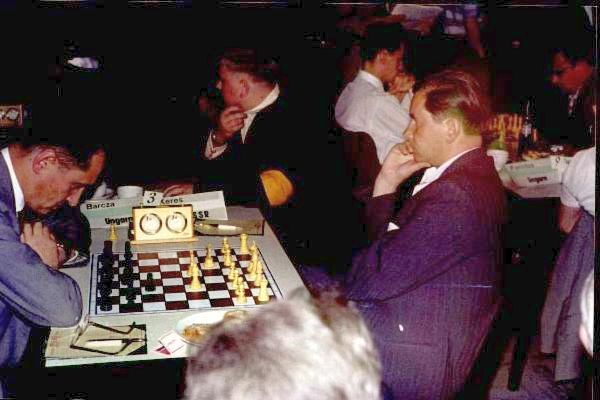
Gedeon Barcza – Paul Keres bei der Europa-Mannschaftsmeisterschaft Oberhausen 1961

Gedeon Barcza wuchs in Debrecen auf und absolvierte ein Studium der Mathematik.
Zunächst arbeitete er als Lehrer für Mathematik und Physik an einer Mittelschule, ab 1951 betätigte er sich als Schachjournalist.

## Nahschach
Im Nahschach gewann er zwischen 1942 und 1966 achtmal die Landesmeisterschaft von Ungarn.
Er spielte auf der inoffiziellen Schacholympiade Schach-Olympia 1936 in München, die Ungarn gewann. Außerdem vertrat er sein Land von 1952 bis 1968 auf sieben Schacholympiaden (1952, 1954, 1956, 1958, 1960, 1962 und 1968). Er erreichte mit der Mannschaft 1956 den dritten Platz, in der Einzelwertung gelang ihm 1954 das beste Ergebnis am dritten, 1956 das zweitbeste Ergebnis am zweiten und 1968 das drittbeste Ergebnis am Reservebrett.
Er spielte bei drei Mannschafts-Europameisterschaften, dabei erreichte er mit der Mannschaft 1961 und 1965 den dritten, 1970 den zweiten Platz und erzielte 1965 das beste Ergebnis am fünften Brett.
Barcza nahm an den Interzonenturnieren 1952 in Saltsjöbaden und 1962 in Stockholm teil. 1950 wurde er von der FIDE zum Internationalen Meister, 1954 dann zum Großmeister ernannt.
Seine beste historische Elo-Zahl von 2683 erreichte er im Dezember 1951.

## Fernschach
Bei den Fernschacholympiaden 1937/39 und 1947/52 trug er wesentlich zum Sieg der ungarischen Mannschaft bei. 1941/42 wurde er ungarischer Fernschach-Meister.

## Journalist

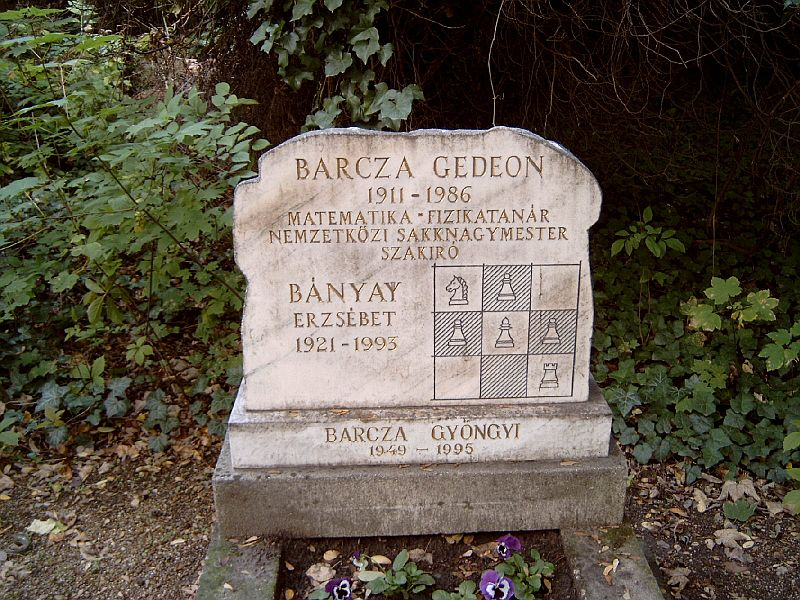
Grabstein von Gedeon Barcza

Barcza war auch als Schachjournalist und -autor tätig. Er war ab 1951 Chefredakteur der führenden ungarischen Schachzeitschrift Magyar sakkélet und veröffentlichte 1959 (zusammen mit László Alföldy und Jenő Kapu) eine Geschichte der Schachweltmeister, die 1975 auch in deutscher Übersetzung erschien.

## Schachstil
Barcza war für seinen positionellen Stil bekannt. Der von ihm bevorzugte Eröffnungsaufbau, der durch die Züge 1. Sf3, 2. g3 und 3. Lg2 gekennzeichnet war, wurde als Barcza-System bezeichnet.